# Quernon d'ardoise

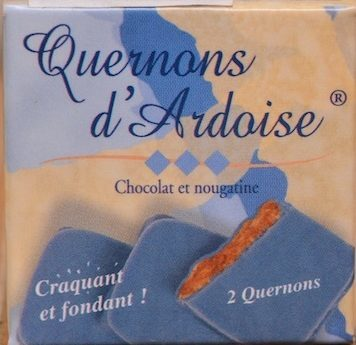
Boîte de quernons d'ardoise.

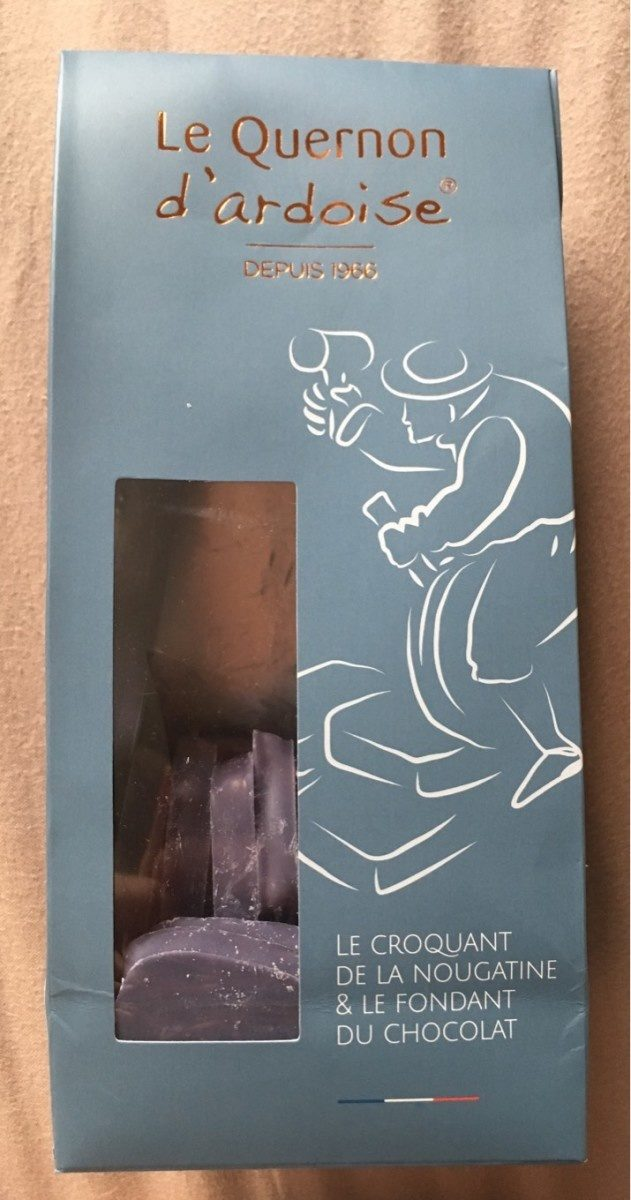
Quernons d'ardoise.

Le quernon d'ardoise est une confiserie faite d'une nougatine caramélisée enrobée de chocolat bleu. C'est une spécialité angevine créée en 1966 par René Maillot, à La Petite Marquise.

## L'histoire du quernon

### L'origine du mot «quernon»
Le quernon est le côté du schiste ardoisier où l'on effectue le quernage. L'action de querner consiste à scinder un bloc de schiste en morceaux réguliers appelés repartons. Le quernage s'effectue suivant un plan perpendiculaire au plan de fissilité en introduisant un coin dénommé "bouc" dans une entaille préalablement faite à la scie. Des repartons, le fendeur extrait ensuite les ardoises.

### Historique
- 1966 : Création du quernon d'ardoise (sur une idée de l'artiste angevin Maurice Pouzet graveur sur ardoise) par René Maillot, maître chocolatier angevin.
- 1970 : Le quernon d'ardoise reçoit le Ruban bleu international de la confiserie au Salon Intersuc de Paris (même année pour l'After Eight dans une autre catégorie).
- 1990 : La qualité gustative et l’équilibre de la recette ont été reconnus par un jury de professionnels avertis au salon INTERSUC Ruban bleu international

## Description
Composé d'une nougatine caramélisée aux amandes et aux noisettes enrobée de chocolat bleu, le quernon d'ardoise est de forme carrée et de couleur rappelant le schiste ardoisier qui couvre les maisons de la ville d'Angers. 